# Bretagne Classic Ouest-France 2018
La Bretagne Classic Ouest-France 2018, ottantaduesima edizione della corsa e valevole come trentaduesima prova dell'UCI World Tour 2018 categoria 1.UWT, si svolse il 26 agosto 2018 su un percorso di 256,9 km, con partenza e arrivo a Plouay, in Francia. La vittoria fu appannaggio del belga Oliver Naesen, il quale completò il percorso in 6h16'34", alla media di 40,93 km/h, precedendo il danese Michael Valgren e il connazionale Tim Wellens.
Sul traguardo di Plouay 75 ciclisti, su 171 partenti, portarono a termine la competizione.

## Squadre e corridori partecipanti
| N.      | Cod. | Squadra                        |
| ------- | ---- | ------------------------------ |
| 1-7     | UAD  | UAE Team Emirates              |
| 11-17   | EFD  | Team EF Education First-Drapac |
| 21-27   | GFC  | Groupama-FDJ                   |
| 31-37   | AST  | Astana Pro Team                |
| 41-47   | TLJ  | Team Lotto NL-Jumbo            |
| 51-57   | BMC  | BMC Racing Team                |
| 61-67   | TBM  | Bahrain-Merida                 |
| 71-77   | BOH  | Bora-Hansgrohe                 |
| 81-87   | DDD  | Team Dimension Data            |
| 91-97   | LTS  | Lotto Soudal                   |
| 101-107 | MOV  | Movistar Team                  |
| 111-117 | QST  | Quick-Step Floors              |
| 121-127 | MTS  | Mitchelton-Scott               |

| N.      | Cod. | Squadra                       |
| ------- | ---- | ----------------------------- |
| 131-137 | TDE  | Direct Énergie                |
| 141-147 | TKA  | Team Katusha Alpecin          |
| 151-157 | VCC  | Vital Concept Cycling Club    |
| 161-167 | SKY  | Team Sky                      |
| 171-177 | ALM  | AG2R La Mondiale              |
| 181-187 | FST  | Team Fortuneo-Samsic          |
| 191-197 | COF  | Cofidis, Solutions Crédits    |
| 201-207 | SUN  | Team Sunweb                   |
| 211-217 | TFS  | Trek-Segafredo                |
| 221-227 | WIL  | Wilier Triestina-Selle Italia |
| 231-237 | WGG  | Wanty-Groupe Gobert           |
| 241-247 | DMP  | Delko Marseille Provence KTM  |

## Ordine d'arrivo (Top 10)
| Pos. | Corridore        | Squadra    | Tempo    |
| ---- | ---------------- | ---------- | -------- |
| 1    | Oliver Naesen    | AG2R       | 6h16'34" |
| 2    | Michael Valgren  | Astana     | s.t.     |
| 3    | Tim Wellens      | Lotto      | a 3"     |
| 4    | Michael Matthews | Sunweb     | a 1'13"  |
| 5    | Ruben Guerreiro  | Trek       | s.t.     |
| 6    | Zdeněk Štybar    | Quick-Step | s.t.     |
| 7    | Olivier Le Gac   | Groupama   | a 1'15"  |
| 8    | Valentin Madouas | Groupama   | a 1'17"  |
| 9    | Benoît Cosnefroy | AG2R       | a 1'18"  |
| 10   | Fabio Jakobsen   | Quick-Step | a 1'24"  |